# 7150 McKellar
7150 McKellar (tên chỉ định: 1929 TD1) là một tiểu hành tinh vành đai chính. Nó được phát hiện bởi Clyde Tombaugh ở Đài thiên văn Lowell ở Flagstaff, Arizona, ngày 11 tháng 10 năm 1929. Nó được đặt theo tên Andrew McKellar, một nhà thiên văn học Canada.